# جون لينكولن
جون لينكولن (بالإنجليزية: John Lincoln)‏ هو قاضي أسترالي، ولد في 30 يوليو 1916 في لاونسستون في أستراليا، وتوفي في 14 نوفمبر 2011 في Erina, New South Wales ‏ في أستراليا.